# قرار مجلس الأمن التابع للأمم المتحدة رقم 1204
قرار مجلس الأمن التابع للأمم المتحدة رقم 1204، المتخذ بالإجماع في 30 تشرين الأول / أكتوبر 1998، بعد إعادة تأكيد جميع القرارات السابقة بشأن مسألة الصحراء الغربية، مدد المجلس ولاية بعثة الأمم المتحدة للاستفتاء في الصحراء الغربية حتى 17 كانون الأول / ديسمبر 1998 .
وكرر مجلس الأمن التزامه بإيجاد حل دائم للنزاع في الصحراء الغربية وتصميمه على إجراء استفتاء لتقرير المصير لشعب الإقليم وفقا لخطة التسوية التي وافق عليها المغرب وجبهة البوليساريو.
وطُلب من كلا الطرفين السماح لمفوض الأمم المتحدة السامي لشؤون اللاجئين بالقيام بالأعمال التحضيرية لإعادة اللاجئين الصحراويين المؤهلين للتصويت. وبالإضافة إلى ذلك، طُلب منهم الموافقة على مجموعة من التدابير المتعلقة بعملية الطعون، ودور مفوضية الأمم المتحدة لشؤون اللاجئين والمراحل المقبلة لخطة التسوية بحلول منتصف تشرين الثاني / نوفمبر 1998. وأعرب القرار عن أسفه لأن وحدة الدعم التقني ما زالت لا تعمل بكامل طاقتها ودعا إلى إبرام اتفاق بشأن وضع القوات من شأنه أن ييسر نشر الوحدات العسكرية في الصحراء الغربية. وأيد اعتزام البعثة نشر قوائم الناخبين بحلول 1 كانون الأول / ديسمبر 1998 وزيادة عدد الموظفين في لجنة تحديد الهوية من 18 إلى 25 فضلا عن أفراد الدعم اللازمين.

## روابط خارجية
- نص القرار في undocs.org